# Grossesse d'idées
Gossesse d'idées (en catalan Embaràs d'idees) ou La Créativité est une sculpture située à Pont-de-Chéruy, réalisé par Teddy Cobeña.
C’est une femme debout regardant sa propre grossesse, avec la partie supérieure du dos inclinée en arrière, la main droite sur le ventre et la gauche sur l'épaule opposée en donnant une sensation de recueillement. La moitié de son abdomen contient dans son intérieur un cœur qui brille.
L’ensemble avec son socle mesure 180 cm de haut et 65 cm de chaque côté. La sculpture en bronze mesure 70 cm de hauteur. Elle possède une plaque commémorative, de bronze dans la région frontale du socle qui dit : La Creatividad (La Créativité).

## Signification
La sculpture est un hommage à la créativité. Elle fait référence à la capacité que les êtres humains ont d'élaborer des idées, des projets ou des objectifs et que ceux-ci ont une période de développement mental, de maturation et d’actions pour pouvoir être matérialisés, comme pour le cas d’une grossesse biologique.

## Réplique
Il existe une réplique exacte à Barcelone acquise par l'institution de santé publique du Gouvernement catalan (Institut Català de la Salut, Generalitat de la Catalogne) et exposée de manière permanente dans le petit jardin de l'entrée du centre de santé du Père Claret.
L’œuvre a reçu le Prix international de sculpture de bronze « Aigle de Nice » en novembre 2016 à Nice (France) et la Mention d’Honneur à la sculpture à Madrid (Espagne) en décembre de la même année.

## Emplacement
- Jardins de la place de la Mairie, 22 rue République 38232 Pont-de-Chéruy, inaugurée le 9 juillet 2017.
- Calle Sant Antoni María Claret 19, 08022 CAP Pare Claret, Barcelone, depuis mai 2017.